# لو مسیف
لو مسیف (به انگلیسی: Le Massif) یک پیست اسکی در کانادا است که در پتیت-ریوییر-سن-فرانسوا، کبک واقع شده‌است.